# Universal (Anathema)
Universal è il secondo album dal vivo del gruppo musicale britannico Anathema, pubblicato il 23 settembre 2013 dalla Kscope.
In precedenza, l'edizione audio dell'album era stato pubblicato nel formato doppio vinile con il titolo Untouchable.

## Tracce
Testi e musiche di Daniel Cavanagh, eccetto dove indicato
CD
1. Untouchable Part 1 – 6:56
2. Untouchable Part 2 – 5:43
3. Thin Air – 5:51 (Vincent Cavanagh, Daniel Cavanagh, John Douglas)
4. Dreaming Light – 5:39
5. The Storm Before the Calm – 9:13 (John Douglas, Vincent Cavanagh)
6. Everything – 5:36
7. A Simple Mistake – 8:11
8. The Beginning and the End – 4:41
9. Universal – 7:26 (John Douglas, Vincent Cavanagh)
10. Closer – 5:43
11. A Natural Disaster – 6:18
12. Flying – 8:10

DVD
1. Untouchable Part 1 – 6:56
2. Untouchable Part 2 – 6:06
3. Thin Air – 6:04 (Vincent Cavanagh, Daniel Cavanagh, John Douglas)
4. Dreaming Light – 6:06
5. Lightning Song – 5:45
6. The Storm Before the Calm – 9:27 (John Douglas, Vincent Cavanagh)
7. Everything – 5:53
8. A Simple Mistake – 8:34
9. The Beginning and the End – 4:41
10. Universal – 7:31 (John Douglas, Vincent Cavanagh)
11. Closer – 6:01
12. A Natural Disaster – 6:53
13. Deep – 5:08
14. One Last Goodbye – 6:18
15. Flying – 10:03

- Encore

1. Fragile Dreams – 6:24
2. Panic – 3:36
3. Emotional Winter/Wings of God – 9:44 (Wings of God: John Douglas, Daniel Cavanagh)
4. Internal Landscapes – 8:19
5. Fragile Dreams – 6:49

A Night at the Union Chapel – contenuto bonus nell'edizione BD
1. Kingdom
2. Thin Air (Vincent Cavanagh, Daniel Cavanagh, John Douglas)
3. Angels Walk Among Us
4. A Natural Disaster
5. Fragile Dreams

## Formazione
Gruppo
- Vincent Cavanagh – voce, chitarra, tastiera, arrangiamenti aggiuntivi
- Daniel Cavanagh – chitarra, voce
- Lee Douglas – voce
- John Douglas – batteria
- Jamie Cavanagh – basso
- Daniel Cardoso – tastiera

Altri musicisti
- The Plovdiv Philharmonic Orchestra – strumenti ad arco
  - Wieslaw Nowak – primo violino (concertmaster)
  - Stanka Dicheva – primo violino
  - Ani Tsoncheva – primo violino
  - Milena Lipova – primo violino
  - Albena Byandova – primo violino
  - Blagorodna Hadzhipetkova – primo violino
  - Aleksandar Byandov – primo violino
  - Elisaveta Ivanova – primo violino
  - Petar Shipchanov – primo violino
  - Diana Stoyanova – primo violino
  - Nikolay Gospodinov – primo violino
  - Ivelina Stefanova – primo violino
  - Svetla Pavlova – secondo violino
  - Yuliya Zdravkova – secondo violino
  - Ivanka Zamova – secondo violino
  - Plamen Stoev – secondo violino
  - Vasil Yanev – secondo violino
  - Edvard Dzhermakyan – secondo violino
  - Maryana Marinova – secondo violino
  - Dimka Koleva – secondo violino
  - Denitsa Dimova – secondo violino
  - Krasimir Neychev – secondo violino
  - Lliyana Pancheva – viola
  - Liliya Dachova – viola
  - Gergana Chukleva – viola
  - Darina Stoeva – viola
  - Dimitar Penev – viola
  - Maya Eshkenazy – viola
  - Tatyana Filipova – viola
  - Antoanina Yurgandzhieva – violoncello
  - Anet Artinyan – violoncello
  - Yuliyana Yordanova – violoncello
  - Emiliya Yonkova – violoncello
  - Radka Kabakchieva – violoncello
  - Antoaneta Ryahova – violoncello
- Dave Stewart – arrangiamento strumenti ad arco
- Levon Manukyan – conduzione

Produzione
- Lasse Hoile – regia, montaggio
- Christer-André Cederberg – missaggio suono